# Miran Pavlin
Miran Pavlin (Kranj, 8 ottobre 1971) è un ex calciatore sloveno, di ruolo centrocampista.

## Carriera

### Nazionale
Ha partecipato al campionato europeo di calcio 2000 segnando una rete.

## Palmarès

### Club
- Campionato sloveno: 3

Olimpia Lubiana: 1993-1994, 1994-1995
Koper: 2009-2010
- Supercoppa di Slovenia: 1

Olimpia Lubiana: 1995
- Coppa di Slovenia: 2

Olimpia Lubiana: 1995-1996, 2002-2003
- Coppa di Portogallo: 1

Porto: 2000-2001
- Supercoppa di Portogallo: 1

Porto: 2001
- Supercoppa di Cipro: 1

APOEL: 2004